# Puquio
Puquio è una cittadina del Perù di 4 679 abitanti, capoluogo della provincia di Lucanas e del distretto di Puquio.
| Controllo di autorità | VIAF (EN) 158274609 · LCCN (EN) n80079191 · J9U (EN, HE) 987007552607805171 |